# Lorenzo Sommariva
Lorenzo Sommariva (ur. 5 sierpnia 1993 w Genui) – włoski snowboardzista, specjalizujący się w snowcrossie. W 2021 roku wspólnie z Michelą Moioli wywalczył srebrny medal w snowcrossie drużynowym podczas mistrzostw świata w Idre Fjäll. Na tej samej imprezie był też dziewiętnasty indywidualnie W zawodach w Pucharu Świata zadebiutował 7 grudnia 2013 roku w Montafon, gdzie zajął 52. miejsce w snowcrossie. Pierwsze punkty wywalczył 11 marca 2014 roku w Veysonnaz, gdzie był dziesiąty. Pierwsze pucharowe podium wywalczył 21 grudnia 2019 roku w Cervinii, gdzie odniósł zwycięstwo. W 2018 roku wystartował na igrzyskach olimpijskich w Pjongczangu, zajmując 26. miejsce w snowcrossie. W sezonie 2019/2020 zajął drugie miejsce w klasyfikacji snowcrossu, ulegając tylko Austriakowi Alessandro Hämmerle.

## Osiągnięcia

### Igrzyska olimpijskie
| Miejsce | Dzień     | Rok  | Miejscowość | Konkurencja    | Zwycięzca       |
| ------- | --------- | ---- | ----------- | -------------- | --------------- |
| 26.     | 15 lutego | 2018 | Pjongczang  | Snowboardcross | Pierre Vaultier |

### Mistrzostwa świata
| Miejsce | Dzień     | Rok  | Miejscowość   | Konkurencja         | Zwycięzca       |
| ------- | --------- | ---- | ------------- | ------------------- | --------------- |
| 38.     | 12 marca  | 2017 | Sierra Nevada | Snowboardcross      | Pierre Vaultier |
| 19.     | 11 lutego | 2021 | Idre Fjäll    | Snowcross           | Lucas Eguibar   |
| 2.      | 12 lutego | 2021 | Idre Fjäll    | Snowcross drużynowy | Australia       |

### Puchar Świata

#### Miejsca w klasyfikacji generalnej snowcrossu
- sezon 2013/2014: 37.
- sezon 2014/2015: 29
- sezon 2015/2016: 39.
- sezon 2016/2017: 15.
- sezon 2017/2018: 26.
- sezon 2018/2019: 18.
- sezon 2019/2020: 2.
- sezon 2020/2021: 6.

#### Miejsca na podium w zawodach
1. Cervinia – 21 grudnia 2019 (snowcross) - 1. miejsce
2. Big White – 26 grudnia 2020 (snowcross) - 1. miejsce
3. Chiesa in Valmalenco – 23 stycznia 2021 (snowcross) - 3. miejsce
4. Bakuriani – 4 marca 2021 (snowcross) - 3. miejsce